# Rhagada mimika
Rhagada mimika är en snäckart som beskrevs av Tom Iredale 1939. Rhagada mimika ingår i släktet Rhagada och familjen Camaenidae. Inga underarter finns listade i Catalogue of Life.